# Бержерон, Пьер
Пьер Бержеро́н (фр. Pierre Bergeron; 1580 год, Париж — 1637 год, там же) — французский адвокат и географ XVII века; сын Николя Бержерона (автора истории королевского дома Валуа, 1583).   Несмотря на семейную традицию, П. Бержерон отказался от предназначавшейся ему адвокатской карьеры и стал путешественником, а затем и автором историко-географических сочинений. Его главный труд – «Трактат о путешествиях» – был опубликован в 1630 г. вместе с текстом «Канарца». Его перу принадлежат также «Трактат о тартарах» (1634 г.) и «Краткая история сарацин» (1634 г.), которую он сопроводил «Путешествием в Тартарию» фламандского монаха Гильома Рубрука, переведя его с латинского на французский язык. Умер ученый в Париже в 1637 г.
В «Трактате о мореплавании»,  давая обзор географических открытий, совершенных представителями разных наций, он стремится подчеркнуть заслуги французов в покорении Нового Света. Завоевание Канарских островов его соотечественником Жаном де Бетанкуром служит для него основным доказательством тезиса об историческом приоритете Франции в заморской колонизационной эпопее европейцев.

## Публикации
Бержерон опубликовал:
- «Трактат о мореплавании и новейших путешествиях открытий и завоеваний, большей частию французами» (Traité de la navigation et des voyages de découvertes et conquêtes modernes, et principalement des François, Paris, 1629);
- «История открытия и завоевания Канар, начавшаяся с 1402 года» (Histoire de la première découverte et conquête des Canaries, faite dès l’an 1402, par messire Jean de Béthencourt, chambellan du roi Charles VI, Paris, 1650);
- «Записки путешествий к татарам» (Relation des voyages en Tartarie de Fr. Guillaume de Rubruquis, Fr. Jean du Plan Carpin, Fr. Ascelin, et autres religieux de Saint-François et Saint-Dominique, qui y furent envoyés par le pape Innocent IV et le roi Saint-Louis. Plus un Traité des Tartares, de leur origine, mœurs, religion, conquêtes, empire, chams kans, hordes diverses et changements jusqu’aujourd’hui avec un abrégé de l’histoire des Sarrasins et mahométans, de leur pays, peuples, religion, guerres; suite de leurs califes, rois, soudans, et de leurs divers empires et États établis par le monde, Paris, 1654)